# Józef Kloch
Józef Wojciech Kloch (ur. 9 marca 1959 w Tarnowie) – polski duchowny rzymskokatolicki, doktor habilitowany nauk teologicznych, rzecznik Konferencji Episkopatu Polski w latach 2003-2015.

## Życiorys
Pochodzi z parafii św. Józefa i Matki Bożej Fatimskiej w Tarnowie. W 1984 r. przyjął święcenia kapłańskie z rąk biskupa tarnowskiego Jerzego Ablewicza. Po święceniach pracował jako wikariusz w parafiach w Ciężkowicach, Nowym Sączu, Paszynie i Bochni.
Od 1986 roku zaangażowany jest w problem wykorzystania informatyki w misji ewangelizacyjnej Kościoła. W grupie świeckich i duchownych prowadził prace na temat możliwości zastosowania nowych technologii informatycznych. Ich efektem było m.in. opracowanie w 1990 r. na zlecenie przewodniczącego synodalnej komisji ds. środków społecznego przekazu Jana Chrapka publikacji pt. Możliwości zastosowania techniki komputerowej w pracach Kościoła. W późniejszych latach szczególnie zainteresował się internetem. W latach 90., z nominacji biskupa tarnowskiego Józefa Życińskiego, pełnił funkcję konsultanta ds. komputeryzacji i organizował pracownię informatyczną w Instytucie Teologicznym w Tarnowie. Został stypendystą The Catholic University of America oraz członkiem Polskiego Towarzystwa Komunikacji Społecznej i Polskiego Stowarzyszenia Edukacji Medialnej i Dziennikarstwa. W 1995 roku doktoryzował się na Wydziale Filozoficznym Papieskiej Akademii Teologicznej na podstawie rozprawy pt. Argument „Chińskiego Pokoju” w krytyce mocnej sztucznej inteligencji według J. Searle'a, przygotowanej pod kierunkiem prof. Józefa Życińskiego. W 2014 r. uzyskał habilitację na Papieskim Wydziale Teologicznym we Wrocławiu na podstawie rozprawy pt. Kościół w Polsce wobec Web 2.0.
Na Wydziale Teologicznym w Tarnowie był wykładowcą filozofii nauki i zastosowań informatyki. Z inspiracji biskupa tarnowskiego Wiktora Skworca tworzył Katolickie Centrum Edukacji Młodzieży „KANA” w Tarnowie. Był pierwszym dyrektorem programowym Radia Dobra Nowina w Tarnowie i przewodniczącym jej rady programowej. Współpracował z tarnowskim wydaniem „Gościa Niedzielnego” oraz z Katolicką Agencją Informacyjną, jako jej diecezjalny korespondent. Od 1998 r. był prezesem zarządu Fundacji „Opoka” i współautorem portalu Opoka.org.pl. Był również współtwórcą oficjalnej strony Episkopatu Polski Episkopat.pl. 21 stycznia 2003 r. uhonorowany został tytułem Internetowego Obywatela Roku przyznawanym przez organizację Internet Obywatelski za wkład w budowę społeczeństwa informacyjnego. W 2003 r. otrzymał tytuł Kapelana Jego Świątobliwości.
1 lipca 2003 r. zastąpił o. Adama Schulza SJ na stanowisku rzecznika Konferencji Episkopatu Polski oraz dyrektora Biura Prasowego KEP. 24 marca 2015 r. poinformował o rezygnacji z funkcji rzecznika KEP.. Funkcję rzecznika przestał pełnić 1 lipca tego samego roku. Jego następcą został ks. Paweł Rytel-Andrianik.
Jest adiunktem i kierownikiem Katedry Internetu i Komunikacji Cyfrowej w Instytucie Edukacji Medialnej i Dziennikarstwa Uniwersytetu Kardynała Stefana Wyszyńskiego w Warszawie. Od 2024 jest członkiem Komitetu Nauk Teologicznych Polskiej Akademii Nauk.
Jest autorem kilkudziesięciu prac z zakresu filozofii nauki i sztucznej inteligencji, zastosowań informatyki i dydaktyki komputerowej.